# Rutherglen

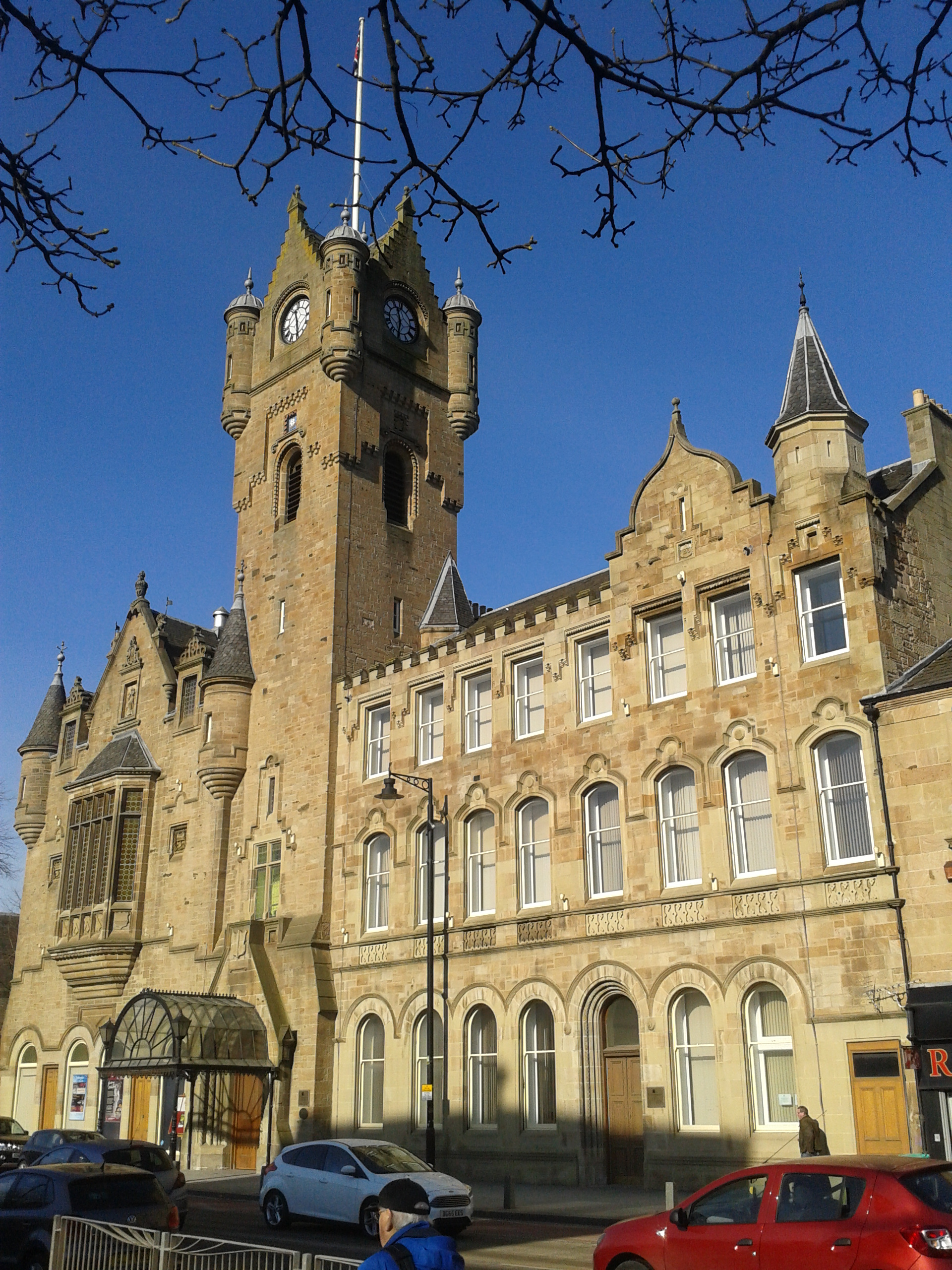
Il municipio di Rutherglen

Rutherglen (in Scots: Ruglen; in gaelico scozzese: an Ruadh-Ghleann) è una cittadina di circa 31 000 abitanti della Scozia centro-occidentale, facente parte dell'area amministrativa del South Lanarkshire e situata lungo il corso del fiume Clyde. È uno dei più antichi burgh scozzesi.

## Geografia fisica
Rutherglen si trova a circa 2 miglia a sud-est di Glasgow.

## Origini del nome
Il toponimo Rutherglen, di origine incerta, deriva forse dal nome di un re dei Caledoni, Reuther, che regnò tra il 213 e il 187 a.C.

## Storia
Le origini del villaggio risalgono ad alcuni secoli prima di Cristo, all'epoca del dei Caledoni Reuther.
Nel 1126, il re scozzese David I garantì a Rutherglen lo status di burgh.
Nel corso del XIX secolo, il villaggio di Rutherglen, fino a quel momento a vocazione mineraria, crebbe notevolmente a livello industriale.

## Monumenti e luoghi d'interesse

### Castello di Rutherglen
Tra gli edifici d'interesse di Rutherglen, figura il castello, risalente al XIII secolo.

### Municipio di Rutherglen
Altro edificio d'interesse, è il municipio, risalente alla metà del XIX secolo..

## Società

### Evoluzione demografica
Nel 2014, la popolazione stimata di Rutherglen era pari a circa 31 280 abitanti.
La cittadina ha conosciuto quindi un decremento demografico rispetto al 2011, quando contava 31 401 abitanti, e soprattutto al 2001, quando contava 33 100 abitanti.

## Sport
- La squadra di calcio locale è il Rutherglen Glencairn Football Club, club fondato nel 1896[5].